# Resistencia noruega
La Resistencia Noruega fue el movimiento de resistencia que se opuso a la Ocupación de Noruega por la Alemania nazi durante la Segunda Guerra Mundial, comenzó después de la Operación Weserübung en 1940 y terminó en 1945. 

## La actitud civil
En la primera mitad de la ocupación, la resistencia civil llegó a reflejar en gran medida los esfuerzos de la Asamblea Nacional y Quisling por remodelar la sociedad noruega. El trabajo de la NS para hacer realidad el "nuevo acuerdo", reunió a diferentes grupos y estratos sociales en una lucha por los principios básicos de la democracia y el Estado de derecho. Cada intervención importante contra derechos previamente legislados o afirmados ayudó a legitimar la resistencia conjunta contra el gobierno de ocupación noruego, y en primera instancia fueron las organizaciones libres las que abrieron el camino. En una carta conjunta al Reichskommissar Josef Terboven del 15 de mayo de 1941, un total de 43 organizaciones con alrededor de 700.000 miembros protestaron contra las numerosas violaciones del orden legal y las costumbres administrativas noruegas de las que había sido culpable el gobierno del rey Haakon VII. Terboven respondió convocando a los líderes de las 43 organizaciones a una reunión en el edificio del Storting (Parlamento Noruego) el 18 de junio. Primero, se burlaron de los líderes de la organización. A continuación se informó a la gran mayoría de los presentes que habían sido despedidos, y que las organizaciones que representaban tendrían una nueva dirección o posiblemente se disolvería. La lucha en actitud parcialmente abierta contra el gobierno nacionalsocialista se vio así completamente clandestina. En cambio, representantes comprometidos de varias profesiones públicas formaron sus respectivos grupos secretos que continuaron la resistencia del sector organizacional. Los grupos profesionales que organizaban a médicos, abogados, ingenieros, profesores y sacerdotes también querían intercambiar información entre sí, y en el centro de esta red surgió a finales de 1941-1942 un comité informal pero representativo al que se le dio el nombre de "Comité Coordinador" (KK). La resistencia noruega tomó principalmente la forma de una batalla desarmada contra los numerosos intentos de la Asamblea Nacional (NS) y su líder Vidkun Quisling contra la Nazificación de la sociedad civil. En segundo lugar, la resistencia tenía como objetivo llevar a cabo preparativos militares y civiles secretos para la liberación. Acciones más activas como sabotaje para apoyar la guerra de los Aliados (Segunda Guerra Mundial) y debilitar el poder militar alemán, sólo se generalizaron en los dos últimos años de la ocupación. La resistencia civil comenzó con la introducción de una serie de nuevas leyes y ordenanzas que abolieron o recortaron severamente los derechos civiles. La ola de resistencia que surgió en el otoño de 1940 fue alimentada por las protestas de organizaciones profesionales centrales y asociaciones sin fines de lucro. Cuando la potencia ocupante tomó medidas drásticas contra el sector organizativo a principios del verano de 1941, esta amplia resistencia no violenta fue continuada por grupos secretos que gradualmente surgieron y se desarrollaron en la sociedad civil noruega. Muchos noruegos se inspiraron desde el principio en el Frente de combate, donde el rey Haakon VII, gracias a su postura clara y de principios contra el gobierno de ocupación, ya en el verano de 1940 la decisión del rey se convirtió en el símbolo principal de la lucha por la libertad de Noruega, y donde el gobierno en el Exilio en Londres transmitió información sobre su participación en la guerra. Esta resistencia inicial también incluyó protestas espontáneas y expresiones abiertas de descontento contra los ocupantes alemanes y la parte noruega del gobierno de ocupación. Los gobernantes alemanes bajo el Reichskommissariat Norwegen de Josef Terboven, aplicaron una política de ocupación menos brutal contra la población de Noruega que en la mayoría de las otras áreas ocupadas por Alemania en Europa. Sin embargo, la potencia ocupante alemana y el régimen noruego de la NS hicieron grandes esfuerzos para romper la resistencia noruega.

## Resistencia armada
Aunque Noruega no tuvo batallas importantes más allá de las de la Campaña de Noruega, una serie de operaciones militares sirvieron para subvertir a las autoridades nazis y contribuir al esfuerzo bélico más amplio. Milorg comenzó como una pequeña unidad de sabotaje y terminó construyendo una fuerza militar completa a tiempo para la liberación. La Kompani Linge o Compañía independiente noruega 1, era una unidad de operaciones especiales que se especializaba en incursiones costeras y combate. Hubo repetidas incursiones en Lofoten, Måløy y otras áreas costeras.   
Los observadores noruegos ayudaron en la destrucción de numerosos Buque de guerra alemanes como los acorazados Bismarck (1940) y Tirpitz (1941). La resistencia noruega también contrabandeó gente dentro y fuera de Noruega durante la guerra, a través de Suecia o en barcos pesqueros a Shetland, apodado el "autobús de Shetland". Varios saboteadores, sobre todo Max Manus y Gunnar Sønsteby , destruyeron barcos y suministros. Quizás sus logros más famosos fueron una serie de operaciones para destruir la planta de agua pesada de Norsk Hydro y el depósito de agua pesada en Vemork, paralizando el Programa nuclear alemán. Los alemanes intentaron sofocar las actividades de la Resistencia y ejecutaron a varios hombres, mujeres y niños noruegos inocentes en represalia después de cualquier acto de Resistencia. Probablemente el peor acto de represalia fue el asalto al pueblo pesquero de Telavåg en la primavera de 1942.Para ayudar con la campaña de sabotaje, Estados Unidos envió fuerzas de la OSS, incluido el futuro director de la Agencia Central de Inteligencia William Colby a Noruega para apoyar la resistencia. A mediados de la década de 1980, se reveló que Suecia ayudó al movimiento de resistencia noruego con entrenamiento y equipo en una serie de campamentos a lo largo de la frontera noruega. Para evitar sospechas, se camuflaron como campos de entrenamiento policial. En 1944, unos 7.000 a 8.000 hombres habían sido entrenados en secreto en Suecia. Durante la liberación de la provincia de Finnmark, entre 1944 y 1945, se enviaron 1.442 efectivos policiales de Suecia para ayudar a los soviéticos y a las Fuerzas Noruegas Libres, además de las fuerzas traídas desde el extranjero, también se reclutaron tropas locales. La recopilación  de información en la Noruega ocupada era muy necesaria para las fuerzas aliadas, y se crearon varias organizaciones para ello, una de las principales organizaciones de sabotaje en Noruega durante la mayor parte de la Segunda Guerra Mundial fue el Grupo Osvald comunista, dirigido por Asbjørn Sunde. Durante los años de guerra, el movimiento de resistencia en Noruega tuvo 1.433 miembros asesinados, de los cuales 255 fueron mujeres.  

## Desobediencia civil
El primer brote masivo de desobediencia civil se produjo en el otoño de 1940 cuando los estudiantes de la Universidad de Oslo empezaron a llevar Clip en las solapas para demostrar su resistencia a los ocupantes alemanes y sus colaboradores noruegos. Un objeto aparentemente inocuo, el clip era un símbolo de solidaridad y unidad ("estamos unidos"), lo que implicaba resistencia. El uso de clips, el popular Monograma y símbolos similares (prendas rojas, gorros con pompón) estaba prohibido y la consecuencia era la detención y castigo. De menor importancia militar fue la distribución de periódicos ilegales (que a menudo contenían noticias extraídas de los noticieros aliados; la posesión de radios era ilegal). El propósito de esto era doble: contrarrestar la Propaganda nazi y mantener sentimientos nacionalistas y antialemanes en la población en general. Se ha sugerido que combatir la prensa ilegal consumía recursos alemanes desproporcionados en relación con los efectos reales de los medios ilegales.
Se intentó mantener un frente de lleno contra los soldados alemanes. Esto implicaba, entre otras cosas, no hablar nunca con un alemán si se podía evitar (muchos fingían no hablar alemán, aunque en aquel entonces era casi tan común como el inglés hoy en día) y negarse a sentarse al lado de un alemán en el transporte público. Esto último era tan molesto para las autoridades alemanas de ocupación que pasó a ser ilegal viajar de pie en un autobús si había asientos disponibles. Las autoridades nazis (tanto alemanas como noruegas) intentaron presionar a los maestros de escuela para que apoyaran al régimen y su propaganda. Se les retuvieron los salarios y el 20 de marzo de 1942, 1.100 maestros varones fueron arrestados, de los cuales 642 fueron enviados al Ártico noruego para realizar trabajos forzados.
Hacia el final de la guerra, la resistencia se volvió más abierta y se crearon organizaciones militares rudimentarias en los bosques que rodeaban a las ciudades más grandes. Varios colaboradores y funcionarios nazis fueron asesinados y quienes colaboraron con las autoridades alemanas o de Quisling fueron condenados al Ostracismo, tanto durante como después de la guerra. El Museo de la Resistencia Noruega, en la Fortaleza de Akershus, Oslo, ofrece una buena descripción de las actividades del movimiento de resistencia noruego.